# 电影发行商
电影发行商负责电影的营销工作。一部电影的发行公司可能与制片公司相同，也可能不同。发行协议是电影融资的重要组成部分。